# Michael Martin Murphey
Michael Martin Murphey, född 14 mars 1945 i Dallas i Texas, är en amerikansk countryartist.

## Diskografi

### Album
- Geronimo's Cadillac (1972)
- Cosmic Cowboy Souvenir (1973)
- Michael Murphey (1973)
- Blue Sky – Night Thunder (1975)
- Swans Against the Sun (1976)
- Flowing Free Forever (1976)
- Lone Wolf (1978)
- Peaks, Valleys, Honky Tonks & Alleys (1979)
- Hard Country (1981)
- Michael Martin Murphey (1982)
- The Heart Never Lies (1983)
- Tonight We Ride (1986)
- Americana (1987)
- River of Time (1988)
- Land of Enchantment (1989)
- Cowboy Songs (1990)
- Cowboy Christmas: Cowboy Songs II (1991)
- Cowboy Songs III (1993)
- Sagebrush Symphony (1995)
- The Horse Legends (1997)
- Cowboy Songs Four (1998)
- Acoustic Christmas Carols (1999)
- Playing Favorites (2001)
- Cowboy Classics: Playing Favorites II (2002)
- Cowboy Christmas III (2002)
- Live at Billy Bob's Texas (2004)
- Heartland Cowboy: Cowboy Songs, Vol. 5 (2006)
- Buckaroo Blue Grass (2009)
- Lone Cowboy (2010)
- Buckaroo Blue Grass II (2010)
- Tall Grass & Cool Water (2011)
- Campfire on the Road (2012)
- Red River Drifter (2013)

### Fotnoter
1. ↑  Bruce Eder. ”Artist Biography by Bruce Eder” (på engelska). Allmusic. http://www.allmusic.com/artist/michael-martin-murphey-mn0000885875/biography. Läst 22 juni 2015.